# Viviane (film)
Pour l’article homonyme, voir Viviane.
Pour plus de détails, voir Fiche technique et Distribution.
Viviane (titre original : Wild Honey) est un film américain réalisé par Wesley Ruggles et sorti en 1922.

## Fiche technique
- Titre original : Wild Honey
- Réalisation : Wesley Ruggles

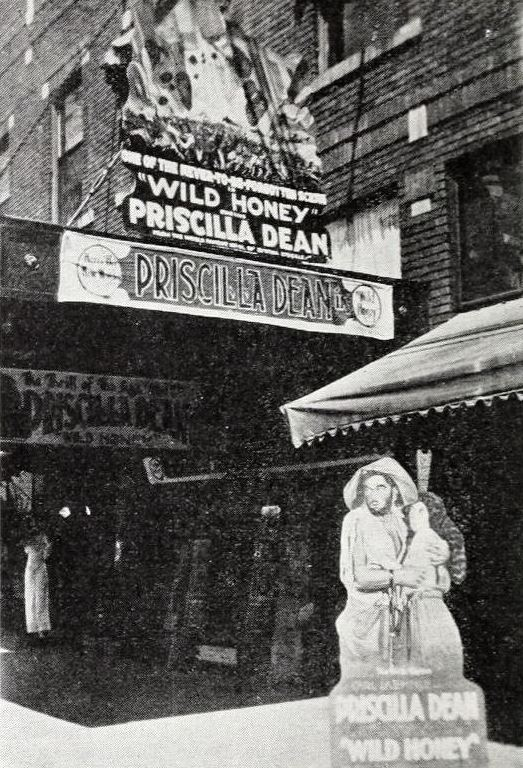
Le film à l'affiche d'un cinéma en Indiana.

- Scénario : Lucien Hubbard d'après le roman Wild Honey: Stories of South Africa de Cynthia Stockley[1]
- Producteur : Carl Laemmle
- Photographie : Harry Thorpe
- Distributeur : Universal Film Manufacturing Company
- Durée : 71 minutes (7 bobines)[2]
- Dates de sortie :
  - États-Unis : 27 février 1922[3]

## Distribution
- Priscilla Dean : Lady Vivienne
- Noah Beery, Sr. : Henry Porthen
- Lloyd Whitlock : Freddy Sutherland
- Raymond Blathwayt : Sir Hugh

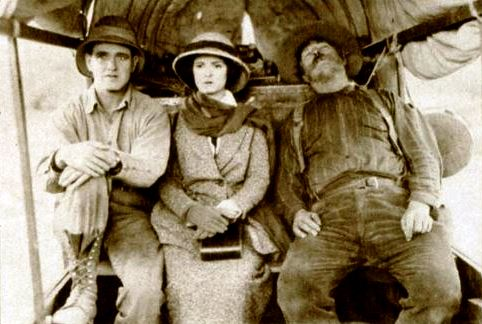
Robert Ellis, Priscilla Dean et Wallace Beery dans une scène du film.

- Percy Challenger : Ebenezer Learnish
- Helen Raymond : Joan Rudd
- Landers Stevens : Wolf Montague
- Robert Ellis: Kerry Burgess
- Wallace Beery : Buck Roper
- Carl Stockdale : Liverpool Blondie
- Christian J. Frank : Repington
- Harry DeRoy : Koos